# Clayville (Nowy Jork)
Clayville – wieś w Stanach Zjednoczonych, w stanie Nowy Jork, w hrabstwie Oneida.